# 茲梅伊諾戈爾斯克區

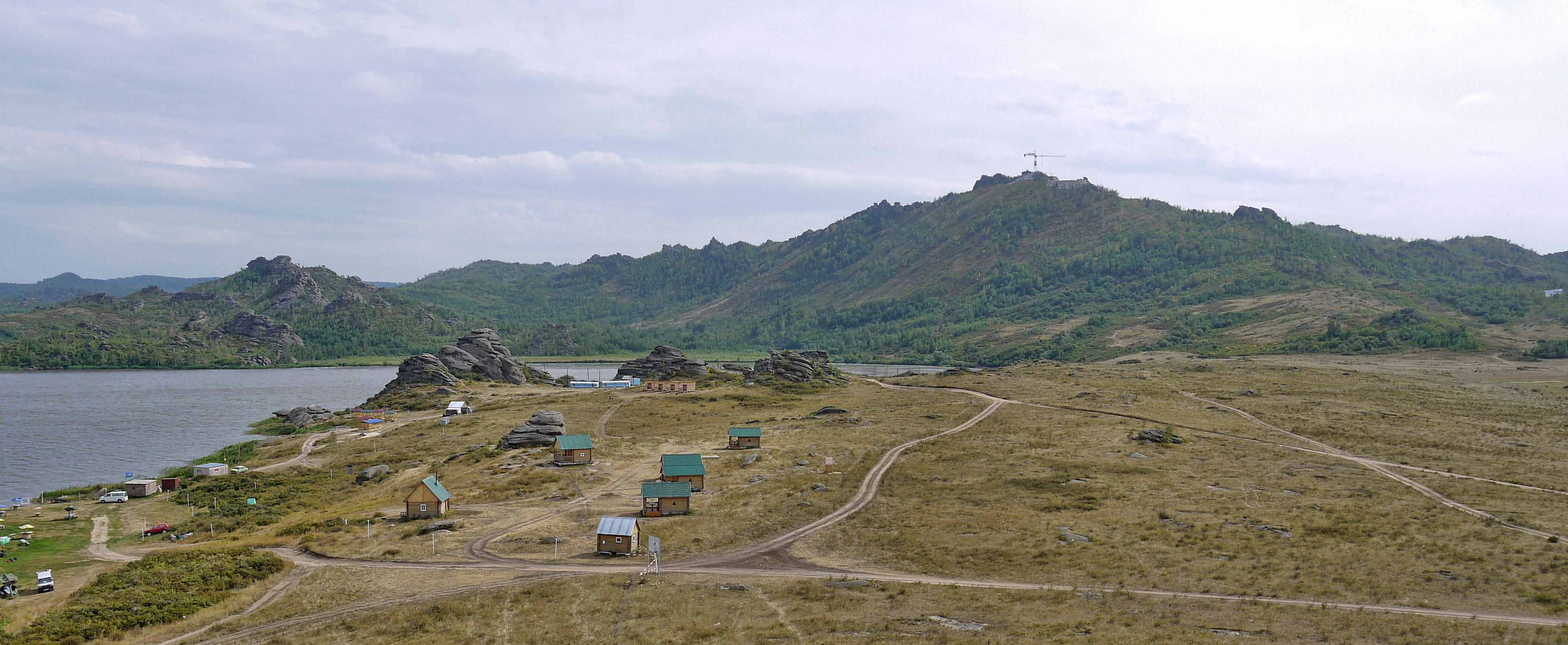

51°10′00″N 82°10′00″E / 51.1667°N 82.1667°E
茲梅伊諾戈爾斯克區（俄语：Змеиногорский район），是俄羅斯的一個區，位於該國南部，由阿爾泰邊疆區負責管轄，面積2,802平方公里，2010年人口21,022，人口密度每平方公里7.5人。